# Akazome Emon
En aquest nom japonès, el cognom és Akazome.
L'escriptora Akazome Emon (japonès: 赤染衛門) és filla de Taira no Kanemori (m. el 990). Fou adoptada per Akazome no Tokimochi, tinent de la guàrdia de dreta (“uemon no jo”). No se sap quan va néixer ni quan va morir. Se sap que va ser dama de companyia de Tamoko, esposa del ministre Fujiwara no Michinaga (964-1053) i considerada com una de les millors escriptores de l'època. Es va casar amb Ōe no Masahira (952-1012). Va tenir un fill amb anomenat Takachika. Va deixar escrita una famosa poesia que era una pregària a favor del seu fill en perill de mort. Akazome va anar al Temple de Sumiyoshi, dedicat a les tres divinitats marines que van protegir l'emperadriu Jingu de l'expedició contra Corea, segons la llegenda, i el seu fill es va curar deixant aquest escrit:
| « | Kawaran to Inoru inochi wa Oshikarade Sate mo wakaremu Koto zo kan ashiki. | Canvia-la (per la seva), T'ho prego, vida meva No m'importa; ¡Quin dolor seria separar-me d'ell! | » |

Se li atribueix l'obra Eigwa Monogatari encara que altres creuen que és del seu marit. Hi ha altres opinions que creuen que la primera part és d'Akazome (entre 1028 i 1034) i el restant de Dewa Ben (entre 1092 i 1107). És una obra de quatre volums i és un relat històric dels annals oficials anomenats Rikkoku-shi; comença el 887 fins al 1092. En aquest 200 anys van regnar quinze emperadors, de Uda fins Horikawa. Aquest període la família Fujiwara estava en el poder. Per la història de la literatura representa el pas dels “nikki” (diaris) a les “zasshi” (miscel·lànies històriques), com una història novel·lada. El nom “monogatari” vol dir literatura narrativa. També té interès l'obra dins la filologia per utilitzar per primer cop el sil·labari hiragana. Pels historiadors és important la informació sobre la vida de la cort de Kyoto i Nara amb cerimònies, rituals, etc. Les seves poesies van deixar una profunda influència en les produccions posteriors.